# مهدی بلیغ
سید مهدی بلیغ (زادهٔ شهریار – درگذشتهٔ ۲۵ فروردین ۱۳۶۰ در تهران) مشهور به آرسن لوپن ایران، یک دزد و خلاف‌کار ایرانی بود که بیشتر کارهای غیرقانونی خود را در دهه‌های ۳۰ و ۴۰ خورشیدی انجام داد. او در یکی از این کلاهبرداری‌های هوشمندانه خود کاخ دادگستری تهران را به دو تاجر خارجی به صورت غیرقانونی فروخت. مهدی بلیغ که به علت قتل عمد در زندان بود بعد از پیروزی انقلاب ۱۳۵۷ ایران از زندان آزاد شد. اما مدت کوتاهی پس از آن به دلیل اعتیاد و همراه داشتن مواد مخدر دوباره دستگیر و به دستور صادق خلخالی تیرباران شد.

## زندگی
مهدی بلیغ در شهریار زاده شد. او فقیر و بی‌سواد ولی باهوش بود و از جوانی به راه خلاف کشیده شد.
مهدی بلیغ در سال ۱۳۲۷ همراه با مهدی نظری و هوشنگ مجتبایی سه دزد با سابقه و تیزهوش بودند که تصمیم گرفتند با هم متحد شده و یک باند سرقت تشکیل بدهند. آن‌ها با هم پیمان بستند اگر هرکدام به چنگ پلیس افتادند دیگری برای رهایی او تلاش کند. در این میان کسی که بیش از دو تن دیگر به این عهد و پیمان، دل بست و وفادار ماند مهدی بلیغ بود که زودتر از آن دو هم گرفتار شد. بلیغ پس از اینکه دستگیر شد چون تحمل زندان را نداشت برای برادرش نامه‌ای نوشت و از او خواست تا به سراغ دو همدستش برود و از آنان برای آزادی خود درخواست یاری و کمک کند. اما پس از مدت کوتاهی متوجه شد که دو همدستش نه تنها به یاری او نخواهند آمد بلکه در غیاب او همسرش را نیز فریب داده‌اند. از این رو بی‌قراری او برای رهایی از زندان و گرفتن انتقام بیشتر شد و بالاخره روزی که حکم آزادی را گرفت نقشه‌ای ماهرانه کشید تا از دو یار بی‌وفا و خیانتکارش انتقام بگیرد.
مهدی بلیغ برای اجرای نقشه‌اش در نخستین اقدام خانه‌ای را در منطقه قلهک اجاره کرد و پس از آن شروع به جستجو برای یافتن مهدی نظری و هوشنگ مجتبایی کرد. در این جستجوها بود که او متوجه شد هوشنگ از کشور به فرانسه فرار کرده‌ است؛ بنابراین همه تلاش خود را برای یافتن مهدی نظری آغاز کرد. در کنار این جستجوها مهدی بلیغ لحظه‌ای آرام و قرار نداشت به دزدی‌ها و شرارت‌های خود ادامه می‌داد. در این هنگام با مردی ایتالیایی به نام «آلبرت» آشنا شد. آلبرت نیز مردی خلافکار بود. این دوستی تازه برای مهدی بلیغ باعث شد تا او با دامنه و قدرتی بیشتر به کارهای خلاف خود ادامه دهد.
مهدی بلیغ با این بهانه که نقشه یک دزدی بزرگ را کشیده و می‌خواهد اینکار را با همکاری مهدی نظری انجام دهد او را به خانه‌ای اجاره‌ای کشاند و او را در زیرزمین آن خانه کشت. وی به همین اتهام در سال ۱۳۳۷ در شعبه دوم دیوان‌عالی جنایی محاکمه، و به حبس ابد محکوم شد. او در این دادگاه به دوازده فقره بزه از جمله قتل مهدی نظری محاکمه شد. اما از یازده اتهام تبرئه شد و تنها به جرم قتل حبس ابد گرفت. اما در زندان هم دست از کلاهبرداری برنداشت و تلویزیون زندان را به قیمت ۱۰۰ تومان به یک زندانی فروخت. مهدی بلیغ وقت آزاد خود را به مطالعه قوانین قضایی و دادرسی می‌گذراند. برای همین به مسائل حقوقی آشنا بود و به زندانیان مشاوره می‌داد. او هنگامی که در زندان قصر بود خود را بالاتر از زندانیان عادی می‌دید و تلاش می‌کرد با زندانی‌های سیاسی و جرائم مهم، همنشین باشد.

## ماجرای فروختن کاخ دادگستری
مهدی بلیغ با کلاهبرداری‌های کوچک روزگار می‌گذراند. تا اینکه یک روز طعمه بزرگ‌ترین کلاهبرداری خود را در جلوی در سفارت انگلیس شکار کرد؛ دو تاجر عرب (البته برخی گفته‌اند دو تاجر آمریکایی) که به دنبال خرید یک هتل در ایران بودند. او آن‌ها را به دفترش که در خیابان گیشا بود دعوت کرد و در آنجا به آن‌ها پیشنهاد خرید یک ساختمان بزرگ و زیبا را به قیمت بسیار مناسب داد. این ساختمان، کاخ دادگستری بود که در خیابان خیام قرار داشت و هنوز هم به عنوان ساختمان دادگستری از آن استفاده می‌شود. قرار بازدید از کاخ برای فردای آن روز گذاشته شد و همان روز عصر به آنجا رفت و با تطمیع اتاق‌دار وزیر وقت دادگستری، دفتر کار وزیر را برای مدت یک‌ساعت اجاره کرد.
فردای آن روز پیش از آمدن مشتری‌ها ۲۰۰ جفت دمپایی پلاستیکی تهیه کرد و جلوی در اتاق‌های کاخ که یک ساختمان اداری محسوب می‌شد و در آن ساعت خالی بود گذاشت. به اتاق وزیر رفت و منتظر مشتری‌ها شد. تاجران خریدار سر وقت آمدند و او به عنوان صاحب آن عمارت، همه ساختمان را به آن‌ها نشان داد و وقتی مشتری‌ها درخواست دیدن داخل اتاق‌ها را داشتند به بهانه بودن مسافران و با نشان دادن دمپایی‌ها آن‌ها را منصرف می‌کرد. مشتریان ساختمان را پسندیدند و به پول رایج آن زمان ۵۰۰ هزار تومان به او پیش‌پرداخت دادند و خوشحال از این معامله پرسود برای تحویل ساختمان ۱۰ روز دیگر مراجعه کردند. اما همان‌جا بود که فهمیدند چه کلاه بزرگی بر سرشان رفته‌ است. بلیغ همان روز معامله، به مصر فرار کرد.

## اعدام
بلیغ به جرم قتل زندانی بود تا اینکه پس از پیروزی انقلاب آزاد شد و ساکن خیابان امیریه جنوبی تهران شد. اما بیکاری و بی‌پولی او را اذیت می‌کرد. پس از مدتی او را به جرم حمل ۵ کیلوگرم تریاک در زیر پل سیدخندان دستگیر کردند و یکی از افسران آگاهی در حین بازجویی او را شناخت. دوباره به اتهام اعتیاد و به همراه داشتن مواد مخدر دستگیر و به حکم صادق خلخالی در ۲۵ فروردین ۱۳۶۰ به همراه ۶ تن دیگر در خیابان ناصرخسرو تهران، کنار دیوار سر در باب عالی کاخ گلستان، تیرباران شد.

## فرهنگ عامه
مسعود کیمیایی در سال ۱۴۰۰ فیلمی در مورد زندگی وی به نام خائن‌کشی ساخت. داستان فیلم دربارهٔ گروهی است که می‌خواهند از بانک ملی دزدی کنند. مهدی، شاهرخ، گیو، اطلس و دیگرانی دزدان ظاهری بانک هستند. اما این پول را برای قرضه ملی دکتر مصدق می‌خواهند. دکتر مصدق بر سر این مسئله اصرار می‌ورزد که نفت ایران باید ملی شود. از سویی سرکردهٔ این گروه دلباخته زنی است اما در درگیری‌هایی که در جلوی بانک با پلیس بالا می‌گیرد او تیر می‌خورد و باقی فرار می‌کنند و … در این فیلم قسمتی از زندگی مهدی بلیغ سارق و کلاهبردار ایرانی به تصویر کشیده می‌شود و همچنین گذری هم به ماجرای ملی شدن نفت و ماجراهای آن می‌زند.